# Sông Bikin

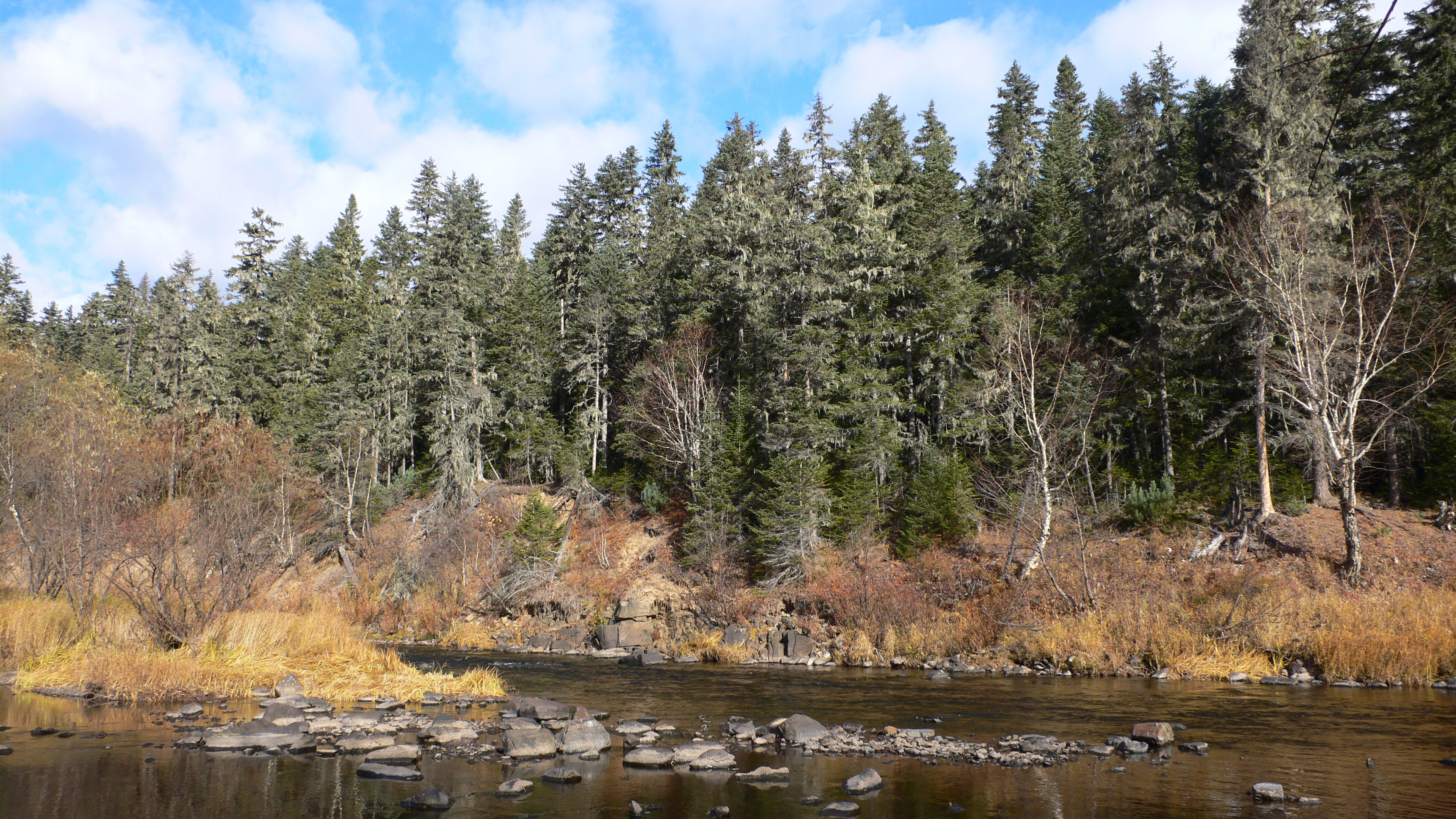
Sông Bikin

Bikin (tiếng Nga: Бики́н) lá một sông tại Primorsky và Khabarovsk của Nga. Đây là sông hữu ngạn của Ussuri và có chiều dài 560 km, với diện tích lưu vực là 22 300 km².
Các chi lưu chính của sông Bikin là Alchan, Bachelaza và Zeva.
Thị trấn Bikin nằm bên sông Bikin.